# 大卫隙蛛
大卫隙蛛（学名：Coelotes davidi）为暗蛛科隙蛛属的动物。在中国大陆，分布于陕西等地。该物种的模式产地在陕西。